# Convento de la Inmaculada Concepción (Andújar)
El Convento de la Inmaculada Concepción de Madres Trinitarias es un establecimiento religioso católico situado en la localidad española de Andújar, provincia de Jaén, fundado en el siglo XVI.

## Historia
La ciudad de Andújar es un claro ejemplo de la rapidez con la que las órdenes religiosas establecieron sus fundaciones a finales del siglo XVI y principios del siglo XVII en toda Andalucía. Históricamente el Convento de la Inmaculada Concepción de Andújar es la primera fundación de la Orden Trinitaria en la provincia de Jaén, que se materializó a través del patrocinio de la nobleza local gracias a la donación del solar por el caballero veinticuatro, capitán Martín de Valenzuela y su familia, que también participaron en las obras de la capilla mayor de la iglesia del mismo.
El convento se fundó en 1587, pero el edificio final y actual, tanto del convento como de la iglesia datan de 1625, según consta en una lápida del templo ubicada en el lado de la Epístola.
Partiendo del hito conventual, la fisonomía urbana se renovó a finales del siglo XVI, sin que queden muestras de aquella etapa en la arquitectura doméstica, exceptuando el propio inmueble, alrededor del cual fue gestándose el desarrollo urbano posterior, y que debido a su ubicación, extramuros de la ciudad, definió en gran medida el trazado de las calles aledañas y determinó una sensible remodelación de la zona urbanizada a mediados del siglo XVIII, a petición de la comunidad, abriéndose el único espacio a modo de lonja ante la fachada de la iglesia, quedando de esta forma vinculado íntimamente a la imagen de la ciudad urbana.

## Descripción
Por sus valores artísticos cabe destacar dentro del conjunto conventual la portada de la iglesia de estilo manierista, constatable en el almohadillado dispuesto a soga y tizón y con bolsores sobre los dinteles, así como en el vano que sobre aquella resalta, de insólita originalidad, realizada en ladrillo, que explica el arraigo de una tradición mudéjar en la localidad. La misma importancia presenta el templo, dentro del tipo de iglesias conventuales que proliferaron en Andújar.

### El convento
Las dependencias conventuales ocupadas por las religiosas trinitarias se organizan en torno a un patio-claustro rectangular, de dos plantas en alzado formado por arquerías de medio punto de ladrillo enfoscado y encalado sobre pilastras toscanas embutidas en pilares. Un pabellón de dos plantas, dispuesto transversalmente en este claustro, divide lo que hubo de ser la continuación del mismo y que hoy ha quedado segregado como jardín-huerto, fruto de las obras llevadas a cabo por la comunidad religiosa entre 1969 y 1984. El espacio conserva interesantes elementos de apoyo en los arcos de medio punto escarzanos sobre columnas toscanas, salvo dos soportes de fuste cuatrilobulado con capitel de volutas y grandes pencas de acanto poco entallado.

### La iglesia
La iglesia del convento responde al tipo de iglesia de planta de cajón, ubicada en el extremo sudoeste del monumento, formada por una sola nave de planta rectangular y proporciones reducidas, con coro alto y bajo cerrados mediante celosías, y bóveda de cañón con lunetos, que aparecen decorados con molduras paralelas a la arista, cuya nave queda dividida en cinco tramos mediante arcos fajones. Un sencillo entablamento recorre la línea de impostas. En sus laterales se disponen una serie de altares parietales. En el intradós, círculos concéntricos y estrías radiales.
En el interior de la iglesia, el templo ha sufrido continuas restauraciones, siendo su aspecto actual resultado de los trabajos efectuados en 1984. Sin embargo continúa respetando los modelos conventuales existentes en Andújar de la primera mitad del siglo XVII. La capilla mayor queda emplazada sobre gradas, uniéndose a la nave única del templo mediante un potente arco toral, cubriéndose con cúpula de media naranja sostenida por pechinas con decoración heráldica de sus fundadores, destacando el retablo de estilo barroco fechado en 1704, ubicándose en la calle central la imagen de la Inmaculada. Destacable también es la representación de la Santísima Trinidad que corona el tímpano. La capilla se ofrece al exterior como un volumen de buena cantería, a modo de torre, comunicando con la calle a través de una portada hoy cegada.
El exterior de la iglesia está formada por tres cuerpos:
- La fachada sur, abierta a la calle Granados, pertenece al primer tercio del siglo XVII, mostrando una portada en piedra con arco de medio punto de dovelaje almohadillado de poco relieve, frontón y escudo de los trinitarios en su tímpano y en los extremos.[1]
- La fachada noroeste queda abierta a la calle Monjas presentando dos volúmenes bien diferenciados; el primero apaisado y flanqueado por contrafuertes de ladrillo cajeados, como resultado de las obras efectuadas en el siglo XVIII para consolidar la estructura tras el terremoto de Lisboa, abriendo una portada adintelada coronada por frontón partido que aloja una hornacina rematada por frontón triangular. A la izquierda, el segundo volumen construido en cantería corresponde al exterior de la capilla-torre, donde se inscribe una ventana adintelada de sillería almohadillada coronada por frontón partido por una placa con altorrelieve de san Martín entre dos escudos heráldicos de la familia Valenzuela, realizados en piedra arenisca y fechados en el siglo XVII.[1]
- La sacristía, realizada en época contemporánea, se abre en el lado de la Epístola.[1]

## Estatus patrimonial
El Convento de la Inmaculada Concepción de Madres Trinitarias de Andujar es un inmueble declarado Bien de Interés Cultural, con la tipología de Monumento, inscrito como tal en el Catálogo General del Patrimonio Histórico Andaluz por Decreto 381/2010, de 5 de octubre, de la consejería de Cultura de la Junta de Andalucía. Goza del nivel de protección establecido para dichos bienes en la Ley 14/2007, de 26 de noviembre, del Patrimonio Histórico de Andalucía,.